# اندرو دان (فیلمبردار)
اندرو دان (انگلیسی: Andrew Dunn) یک فیلم‌بردار اهل بریتانیا است.

## فیلم‌شناسی
- آزمون دشوار
- گاسفورد پارک
- ایتاکا
- هاوک
- گروتسک
- خانه شیرینم آلاباما

## جوایز
- برنده جایزه بفتا بهترین فیلم‌برداری تلویزیونی در سال ۱۹۸۴
- برنده جایزه بفتا بهترین فیلم‌برداری تلویزیونی در سال ۱۹۸۵ (لبه تاریکی)
- برنده جایزه بفتا بهترین فیلم‌برداری تلویزیونی در سال ۱۹۸۸